# 61-я улица — Вудсайд (линия Флашинг, Ай-ар-ти)
|     |   |   |     |   |   |     |
| · л | · | · | · э | · | · | · л |

|     |   |   |     |   |   |     |
| · л | · | · | · э | · | · | · л |

«61-я улица — Вудсайд» (англ. 61st Street–Woodside) — станция Нью-Йоркского метрополитена, расположенная на линии Флашинг, Ай-ар-ти. Станция находится в Вудсайде, Куинс, на пересечении 61-й улицы с Рузвельт-авеню. На станции останавливаются маршруты 7 (круглосуточно) и <7> (в часы пик в пиковом направлении). Экспресс-путь используется маршрутом <7> (в часы пик в пиковом направлении). Локальные пути используются маршрутом 7 (круглосуточно).
Станция имеет эстакадное расположение. Она была открыта 21 апреля 1917 года в составе третьей очереди линии Флашинг (Ай-ар-ти). Станция расположена на трёхпутном участке линии и состоит из двух островных посадочных платформ.
Центральная часть каждой из платформ оборудована навесом, который поддерживается зелёными колоннами. В навес вмонтирована система освещения, на колоннах расположены стандартные таблички с названием станции: белая надпись на чёрном фоне. На концах платформ установлены ажурные светильники, также окрашенные в зелёный цвет. Ближе к концам, платформы начинают сужаться, закругляясь со стороны внешних локальных путей.
Под платформами станции в центральной её части располагается типовой эстакадный мезонин — аналог турникетного зала для подземных станций: специальное эстакадное помещение, в котором располагаются кассы и турникетный павильон. Из мезонина к каждой платформе идут две лестницы и лифт для пассажиров с ограниченными возможностями. Выход в город осуществляется к перекрёстку 61-й улицы и Рузвельт-авеню. Помимо стандартных лестниц, на вход пассажиров работает эскалатор.
Кроме того, мезонин станции метрополитена соединён пешеходным проходом со станцией Вудсайд (англ. Woodside) пригородных поездов железной дороги Лонг-Айленда. Она располагается под метроэстакадой, пересекая линию метрополитена. Мезонин станции метро связан с каждой из платформ соответствующей станции пригородных поездов.
До 1949 года эта часть линии Флашинг (Ай-ар-ти) использовалась двумя компаниями — Ай-ар-ти (англ. IRT) и Би-эм-ти (англ. BMT), вместе со станциями линии Астория (Би-эм-ти). Некоторое время платформы станции даже были разделены на две части, каждая из которых обслуживала поезда только своей одной компании. Подобный режим работы был характерен для всех станций «двойного использования».